# Avanzo de cantiere
Avanzo de cantiere è il terzo disco della Banda Bassotti, uscito nel 1995.

## Il disco
L'opera è dedicata ai 47 minatori morti nelle miniere sudafricane e i 1135 operai caduti sul lavoro nel 1994 in Italia. È considerato il lavoro più riuscito della band romana.
Tutte le canzoni sono state composte da Angelo "Sigaro" Conti ad eccezione di Carabina 30-30, che è stata tradotta da lui, di Luna rossa, cover di Piazza Fontana degli Yu Kung e Mockba '993.
Un altro giorno d'amore è dedicata al popolo basco, all'ETA e alla sua lotta per l'indipendenza e il socialismo.
La conta è una canzone in memoria della lotta armata in Italia costituita da un elenco di nomi di militanti rivoluzionari appartenenti alle Brigate Rosse, ai Nuclei Armati Proletari, a Barbagia Rossa e a diverse formazioni armate e no, dell'estrema sinistra extraparlamentare. Luna rossa commemora la strage di Piazza Fontana (e avvenimenti correlati come la morte di Giuseppe Pinelli), mentre Mockba '993 è incentrata sulla crisi costituzionale russa del 1993.

## Tracce
1. Avanzo de cantiere – 5:33
2. Beat-Ska-Oi! – 5:47
3. Luna rossa – 3:56
4. Comunicato N.38 – 4:43
5. La conta – 4:43
6. Potere al popolo – 5:56
7. Viva Zapata! – 3:56
8. Un altro giorno d'amore – 3:55
9. Mockba '993 – 4:58
10. Carabina 30-30 – 3:08
11. Andrò dove mi porteranno i miei scarponi – 5:17

## Formazione
- Angelo "Sigaro" Conti - chitarra, voce
- Gian Paolo "Picchio" Picchiami - voce
- Fabio "Scopa" Santarelli - chitarra e cori
- Peppe - batteria
- Michele Frontino - basso
- Francesco "Sandokan" Antonozzi - trombone
- Stefano Cecchi - tromba
- Sandro Travarelli - tromba
- Maurizio Gregori - sax
- David Cacchione - manager
- Luca Fornasier- road manager - booking